# Apple Network Server
Apple Network Server (ANS) — линейка серверных компьютеров на базе PowerPC, разработанных, произведённых и проданных компанией Apple Computer, Inc. с февраля 1996 года по апрель 1997 года. Линейка серверов называлась «Shiner» и изначально состояла из двух моделей: Network Server 500/132 («Shiner LE», то есть «низкий класс») и Network Server 700/150 («Shiner HE», то есть «высокий класс»), которые в ноябре 1996 года получили дополнение в виде модели Network Server 700/200 (также «Shiner HE») с более быстрым ЦП.
Эти машины не были частью линейки Macintosh от Apple; они были разработаны для работы с IBM-ской операционной системой AIX, и их ПЗУ специально предотвращало загрузку классической Mac OS. Это делает их последними не-Macintosh десктопами, выпущенными компанией Apple. Модели 500/132, 700/150 и 700/200 продавались на рынке США по цене $11,000, $15,000 и $19,000 соответственно.
Apple Network Server не следует путать с Apple Workgroup Server и Macintosh Server, которые были рабочими станциями Macintosh, поставляемыми с серверным ПО и использующими Mac OS; единственное исключение — Workgroup Server 95 — Quadra 950 с дополнительным контроллером SCSI, который поставлялся с A/UX, и также мог запускать Mac OS. Apple не имела аналогичного серверного оборудования в своем ассортименте до выпуска Xserve в 2002 году.
Краткосрочный срок жизни продукта был обусловлен серьёзными финансовыми проблемами Apple в начале 1997 года. Генеральный директор Gil Amelio отменил как Network Server, так и OpenDoc на одной встрече, так как было решено, что эти продукты не являются приоритетными.